# 입장중학교
입장중학교(笠場中學校)는 대한민국 충청남도 천안시 서북구 입장면 유리에 있는 공립 중학교이다.

## 학교 연혁
- 1955년 4월 27일 : 입장중학교 설립 인가
- 1955년 6월 21일 : 개교 및 제1회 입학식(56명)
- 2004년 12월 31일 : 학칙 변경 15학급 인가
- 2024년 1월 3일 : 제67회 졸업식(53명) (총 11,406명)
- 2024년 3월 1일 : 제33대 이홍관 교장 부임
- 2024년 3월 4일 : 제70회 입학 (2학급 40명)
- 2025년 3월 1일 : 제34대 전상욱 교장 부임

## 참고 자료
- 입장중학교 - 한국교육학술정보원 학교알리미